# Озерівка (Євпаторійський район)
Озе́рівка (до 1944 року — Тереклі-Ас; крим. Terekli As) — селище в Україні, Євпаторійському районі Автономної Республіки Крим.

## Історія
Біля Озерівки виявлено залишки скіфського поселення.

## Люди
В селищі народився Прінь Сергій Іванович (1930—2013) — український живописець.